# Dennis Andrew Nilsen
Dennis Andrew Nilsen (Fraserburgh, 23 de novembro de 1945 - York, 12 de maio de 2018) foi um assassino em série e necrofílico britânico. Ele matou pelo menos 15 homens entre 1978 e 1983 em Londres. Dennis costumava conversar com os corpos de suas vítimas. Dennis serviu ao exército britânico e depois à Scotland Yard, a polícia metropolitana de Londres. Pediu dispensa um ano depois para trabalhar com segurança privada e sindicatos. Seu modus operandi era conseguir homens homossexuais em boates gays com a promessa de sexo em sua casa. Lá chegando, os estrangulava e mutilava os corpos. Fervia mãos e cabeça para dificultar a identificação. O restante do corpo era jogado em pequenas partes na privada ou no jardim. Com o tempo, a privada entupiu e encanadores foram chamados. Dois empregados da empresa contratada perceberam pedaços de carne no encanamento. Ao voltarem no dia seguinte, notaram que alguns pedaços eram visivelmente de corpos humanos. Chamaram a polícia, que descobriu vários restos humanos no encanamento da casa, no jardim e sob o piso do apartamento do sótão. Dennis foi condenado à prisão perpétua por seis homicídios e faleceu em maio de 2018, ao não sobreviver a uma cirurgia no abdome, aos 72 anos.

## Biografia

### Infância e Adolescência
Nasceu em 23 de novembro de 1945, em Fraserburgh, Escócia. Filho de Olav e Betty. Quando Dennis tinha quatro anos, seus pais se divorciaram, por causa do alcoolismo de Olav. Dennis, com os dois irmãos e a mãe, começaram a morar na casa dos avós maternos. Dennis tinha uma relação muito boa com o avô, Andrew Whyte, em quem confiava e admirava. Quando Dennis tinha seis anos, sua mãe lhe mostrou o corpo do avô morto (de causas naturais), causando choque no menino. Dennis disse que isso foi o que desencadeou o seu comportamento psicopatológico. Quando tinha oito anos, Dennis quase se afogou, mas foi resgatado por um menino mais velho, que se masturbou sobre o corpo desacordado de Dennis. Ao acordar, Dennis soube o que havia acontecido quando viu o esperma do outro garoto na sua barriga. Em 1955, Betty casou com outro homem e teve mais quatro filhos, deixando Dennis solitário, mas não agressivo. Em 1961, ele se alistou no exército e se tornou cozinheiro. Como dormia num quarto privativo, Dennis bebia muito e ficava afastado dos outros. Nessa época, olhava seu corpo no espelho, sem olhar para o rosto, e se masturbava, pensando que o reflexo era de outro homem. Depois, começou a usar maquiagem no corpo para imaginar que o “outro” estava morto, incluindo sangue falso para fingir que tinha sido assassinado. Em 1972, fez um curso para se tornar policial, onde ficou fascinado com necropsias. Um ano depois, conseguiu emprego como entrevistador em uma agência de empregos. Em 1974, David Painter, um homem que Dennis conheceu no trabalho e levou para casa, falou à polícia que Dennis tinha tirado fotos suas enquanto ele dormia, mas Nilsen foi interrogado e não foi acusado. Em 1975, começou a morar com David Gallichan na 195 Melrose Place e compraram uma cachorrinha, Bleep, e um gato. Dois anos depois, Dennis, morando sozinho, começou a beber mais, em 1978, fez sua primeira vítima.

## Crimes
Nilsen começou a ter encontros sexuais com outros homens. No final de dezembro de 1978, ele conheceu Stephen Dean Holmes, de 14 anos, em um bar, levou-o para casa, onde beberam e depois dormiram. Na manhã seguinte, Dennis, não querendo que o menino fosse embora, amarrou uma gravata no pescoço dele. Stephen tentou lutar, mas Dennis o enforcou. Para garantir que o menino estivesse morto, Dennis pegou um balde com água e o afogou. Dennis guardou o corpo por sete meses embaixo do piso e depois o queimou em uma fogueira. Em agosto de 1979, Andrew Ho contou à polícia que Nilsen tentou matá-lo durante uma sessão de bondage, mas nenhuma acusação foi feita. No dia 3 de dezembro de 1979, Nilsen conheceu Kenneth Ockendon, 26, beberam por várias horas e foram para o apartamento do Nilsen. Não querendo que Ockendon fosse embora, Nilsen o eletrocutou com uma corda de um fone de ouvido e o colocou embaixo do piso, tirando-o algumas vezes para conversar e assistir TV. Cinco meses depois, Nilsen convidou Martyn Duffey, 16, para seu apartamento e o estrangulou e o afogou, se masturbou sobre o corpo e o manteve no guarda roupa por duas semanas, e então colocou-o com Ockendon debaixo das tábuas do piso. Até 1981, Nilsen matara doze homens no seu apartamento, sendo que apenas cinco foram identificados: Stephen Holmes, Kenneth Ockendon, Martyn Duffey, Wiliam Sutherland e Malcolm Barlow. Nilsen passava inseticida duas vezes por dia para livrar-se das moscas. Quando os vizinhos reclamavam do cheiro, Nilsen dizia que era problemas da construção. Para livrar-se dos corpos em decomposição, NIlsen removia suas roupas, desmembrava os cadáveres no chão da cozinha, às vezes fervia a cabeça para retirar a carne e colocava os órgãos em sacos plásticos. Guardava os torsos numa mala e, quando tinha tempo, queimava-os no quintal, esmagava os crânios nas cinzas e espalhava os restos na terra. Ao todo, Nilsen queimou 12 corpos. Para acabar com seus crimes, Nilsen mudou-se, em 1982, para um apartamento no sótão de um prédio na rua Cranley Gardens, no norte de Londres, sem jardim nem piso de tábuas. Mesmo assim, Nilsen matou mais três pessoas: John Howlett e Archibald Graham Allan em 1982 e Steve Sinclair em 1983, todos estrangulados, e quase matou Toshimitsu Ozawa em 1981, onde não houve investigação, e Carl Stotter em 1982, onde Nilsen falou para Cark que ele ficou preso no saco de dormir por causa do zíper. Depois de matar Steve Sinclair em 26 de janeiro de 1983, Dennis deu banho no corpo e o levou ao quarto, onde colocou-o na cama, rodeada de espelhos para que pudesse ver a si e a Steve juntos e conversou com o cadáver. No dia 4 de fevereiro, encontrou com sua vizinha, Fiona Bridges, quando voltou do passeio com Bleep. Fiona disse que sua privada havia entupido e chamara um encanador. No dia seguinte, Mike Welch tentou resolver o problema, mas, ao não conseguir desentupir os vasos, pediu para chamar uma empresa mais especializada. Fiona falou sobre isso para Nilsen, que pensou que os pedaços das vítimas que jogava no vaso poderiam ser os causadores do entupimento. Dennis colocou o cadáver de Steven em cima de sacos de lixos abertos no chão da cozinha, pegou uma faca afiada e desmembrou o corpo em cinco partes: duas com os braços e ombros, outra com a caixa torácica e outra com as pernas, e outra com a cabeça, que colocou para ferver a noite inteira. Colocou cada parte em sacos plásticos e os escondeu em armários, passando desodorante para disfarçar o cheiro. Nilsen aprendera como cortar e desossar carne no exército e era muito organizado.

## Prisão
No dia 8 de fevereiro de 1983, Michael Cattran, encanador da empresa Dyno-Rod foi até a caixa de inspeção do esgoto de Cranley Gardens e viu mais de trinta pedaços de carne impedindo o fluxo do encanamento. Perguntou a Nilsen se ele colocava os restos de comida da cachorrinha na privada, mas Nilsen disse que não. Perto da meia noite desse dia, Dennis recolheu os pedaços de carne da caixa de inspeção e os jogou no jardim. Quando voltava para o apartamento, Fiona e seu namorado Jim o viram. No dia 9 de fevereiro, Michael e seu supervisor, Gary Wheeler, voltaram à caixa de inspeção e viram que estava vazia. Fiona decidiu chamar a polícia. O detetive Peter Jay levou alguns pedaços de carne e ossos que ainda estavam na caixa de inspeção para o dr. David Bowen, que identificou o tecido como humano e os ossos da mão de uma pessoa. Quando Nilsen voltou no trabalho nesse dia, viu três detetives, que perguntaram onde estava o resto do corpo. Nilsen respondeu: “Em sacos plásticos, no armário perto da porta. Eu mostro a vocês. Vou contar tudo, mas não aqui, na delegacia.” Peter perguntou quantos corpos tinha e Nilsen falou que eram 15 ou 16.

## Julgamento
No seu depoimento, Nilsen falou sobre suas técnicas e ajudou na identificação de partes das vítimas. Ele não demonstrou nenhum remorso por seus crimes. O corpo de Steve Sinclair possibilitou a acusação por assassinato. O advogado de defesa, Ronald T. Moss disse que Nilsen entendia tudo o que acontecia e estava escrevendo suas memórias com Brian Masters, publicadas em 1985 no livro “Killing for Company: The Story of a Man Addicted to Murder”. Nilsen esperou pelo julgamento na prisão de Brixton. Queria que as pessoas entendessem que ele era um homem comum e falou que tinha deixado sete vítimas irem embora de sua casa, mas sabia o nome de quatro. Houve três testemunhas: Carl Stotter, Douglas Stewart e Paul Nobbs. Nilsen apontou erros nas narrativas desses homens, mas não adiantou muito. Ele escreveu mais de cinquenta cadernos de memórias e mostrou seu modus operandi. O advogado Moss foi dispensado e Ralph Haeems assumiu seu lugar. Ralph era advogado de David Martin, prisioneiro por quem Nilsen se apaixonou. O advogado alegou que Nilsen tinha insanidade por anormalidade mental. No julgamento, que começou em 24 de outubro de 1983, Nilsen foi acusado por duas tentativas e seis homicídios. A defesa alegava que Nilsen tinha uma doença mental, mas a acusação argumentava que ele sabia o que estava fazendo e mostrou a panela, tábua de cortar e as facas que Nilsen usou nos crimes como evidência. A testemunha de defesa, o psiquiatra James MacKeith disse que Nilsen sofria de uma desordem de personalidade não especificada, já que ele não demonstrava sentimentos, fugia de relacionamentos que iam mal e separava as funções mentais e comportamentais, o que diminuía a responsabilidade pelo que fazia. MacKeith também disse que Nilsen era narcisista e prepotente, despersonalizava as vítimas até que não sentisse o que estava fazendo e mostrou a associação de Nilsen entre corpos inconscientes e excitação sexual. Outro psiquiatra, Patrick Gallwey falou que Nilsen era portador da síndrome do falso eu, que levaria a “brancos” de distúrbios esquizofrênicos. O terceiro psiquiatra, Paul Bowden, afirmou que Nilsen não sofria de nenhum desses distúrbios e doenças, mas era muito manipulador e com anormalidade mental, e não desordem mental. No dia 4 de novembro, Dennis foi considerado culpado de todas as acusações e sentenciado à prisão perpétua sem condicional por 25 anos. Ele foi encaminhado à penitenciária de segurança máxima Wormwood Scrubs, em Londres. Em dezembro de 1983, Albert Moffatt o atacou com uma lâmina de barbear, ferindo Dennis no rosto e no peito. Então, Dennis foi transferido para a Wakefield. Nilsen foi atacado várias vezes enquanto estava preso e, muitas vezes, se envolvia em brigas com os policiais. Entre 1983 e 2003, Dennis foi transferido para Parkhurst, Whitemoor, e Full Sutton, onde passou o resto da sua vida. Em maio de 2018, foi ao hospital sofrendo com dores abdominais. No dia 12, foi submetido à uma cirurgia, mas acabou falecendo. Uma autópsia definiu que a causa da morte foi embolia pulmonar, hemorragia retroperitoneal, trombose venosa e ruptura de um aneurisma da aorta abdominal. Em 2017, a casa de Dennis, em Cranley Garden foi vendida para um casal por £493,000 (libras esterlinas, aproximadamente R$2.637.906,98 em janeiro de 2020) e transformada em uma casa confortável após muitas reformas para apagar o passado sangrento do imóvel.